# Pont i aqüeducte de la Boixadera
El Pont i aqüeducte de la Boixadera és una obra del municipi de Cabó (Alt Urgell) protegida com a bé cultural d'interès local.

## Descripció
El pont i l'aqüeducte de la Boixadera són dues estructures superposades que travessen el riu Cabó a mig camí entre els nuclis de Cabó i el Vilar de Cabó. S'accedeix al pont des de la casa de la Boixadera, a la qual s'hi arriba des d'un trencall situat al nord de la carretera d'Organyà a Cabó, passat un quilòmetre del nucli del Vilar en direcció a ponent.
El pont consta d'un sol ull en arc de mig punt rebaixat, que es recolza sobre dues roques situades a cadascuna de les ribes, amb l'arrencada situada a certa alçada del fons del congost. L'arc de l'ull del pont està construït amb carreus de pedra calcària, més o menys perfilats d'acord amb un patró aproximadament ortogonal i col·locats en disposició racial. Les quatre primeres filades de carreus de l'arc de la cara de llevant del pont i a la seva riba esquerra presenten un treball més acurat que la resta, cosa que podria indicar una fase anterior sobre la qual s'hauria construït el pont actual. Amb tot, caldria un acurat estudi de paraments per estar-ne segurs.
Els paraments del pont són construïts amb blocs de pedra informe, disposats de manera totalment irregular i units amb morter de calç. Constatem l'existència de dues fases constructives ben diferenciades. Els carreus de la meitat inferior són més petits i a la vora superior més grans. Es distingeixen les dues fases i podem saber que abans de la construcció de l'aqüeducte el pont tenia forma d'esquena d'ase. En fer l'aqüeducte es coronà amb una barana de 30 cm a la cara de ponent.
L'aqüeducte de sis arcs se sustenta sobre vuit pilars de secció quadrangular, d'uns 35 cm d'ample, aixecats sobre la vora del pont que mira a llevant. El canal de conducció de l'aigua és sostingut per set arcs rebaixats que es disposen sobre aquests pilars. L'aparell de l'aqüeducte és fet a base de carreus de pedra calcària toscament desbastats en el cas dels elements de sustentació, i de pedra tosca en el cas dels arcs. En una fase posterior el canal de conducció de l'aigua va ser cimentat.
Al marge esquerre del riu, adossada al primer arc de l'aqüeducte en aquell sector, hi ha una escala de servei d'obra molt senzilla per facilitar les tasques de manteniment.
El camí d'accés al pont és perfectament visible a totes dues ribes. Es tracta d'un camí antic amb els marges empedrats que puja des de llevant seguint la riba dreta i se'n va cap a ponent seguint la riba esquerra. Quant al canal de conducció de l'aigua, és perfectament visible per la riba esquerra del riu. Es tracta d'un tub de ciment. Anteriorment i devia haver una conducció més antiga que probablement hauria estat a cel obert. Per la riba dreta s'interromp aquesta conducció i, de fet, s'interromp l'aqüeducte, que està escapçat i que en altres temps devia arribar fins al marge del prat que es troba al marge dret del riu.
L'origen d'aquest pont sembla que estaria en algun moment posterior a l'edat mitjana, potser sobre un pont anterior, aprofitant les bones condicions oferides per les ribes del riu en aquell sector.
Aquest pont donava servei pel transit de mercaderies del molí de Boixadera situat a uns 30 metres del pont.